# Збур'ївська сільська рада
Збу́р'ївська сільська́ ра́да — адміністративно-територіальна одиниця та орган місцевого самоврядування в Голопристанському районі Херсонської області. Адміністративний центр — село Збур'ївка.

## Загальні відомості
- Територія ради: 1,575 км²
- Населення ради: 1 195 осіб (станом на 2001 рік)
- Водоймища на території, підпорядкованій даній раді: Чорне море

## Населені пункти
Сільській раді були підпорядковані населені пункти:
- с. Збур'ївка
- с. Берегове
- с. Тендрівське
- с. Облої

## Склад ради
Рада складалася з 16 депутатів та голови.
- Голова ради: Степанок Сергій Васильович

### Керівний склад попередніх скликань
| Прізвище, ім'я, по батькові | Основні відомості                                                                       | Дата обрання | Дата звільнення |
| --------------------------- | --------------------------------------------------------------------------------------- | ------------ | --------------- |
| Степанок Сергій Васильович  | Сільський голова, 1960 року народження, освіта середня спеціальна, член Партії регіонів | 26.03.2006   | 31.10.2010      |
| Степанок Сергій Васильович  | Сільський голова, 1960 року народження, освіта середня спеціальна, член Партії регіонів | 31.10.2010   |                 |

Примітка: таблиця складена за даними сайту Верховної Ради України

### Депутати
За результатами місцевих виборів 2010 року депутатами ради стали:

#### За суб'єктами висування
| Суб'єкт висування | Кількість обраних депутатів | %    |
| ----------------- | --------------------------- | ---- |
| Самовисування     | 12                          | 75   |
| Партія регіонів   | 3                           | 18,8 |
| Народна партія    | 1                           | 6,3  |

#### За округами
| № округу        | Прізвище, ім'я, по батькові       | Дата визнання обраним | Освіта             | Партійна приналежність | Відомості про обраного депутата                   |
| --------------- | --------------------------------- | --------------------- | ------------------ | ---------------------- | ------------------------------------------------- |
| Народна Партія  |                                   |                       |                    |                        |                                                   |
| 8               | Самчук Віра Володимирівна         | 01.11.2010            | середня спеціальна | член Народної партії   | Будинок культури, директор                        |
| Партія регіонів |                                   |                       |                    |                        |                                                   |
| 2               | Прохорчук Олександр Петрович      | 01.11.2010            | середня            | член Партії регіонів   | приватний підприємець                             |
| 10              | Мустафаєва Вікторія Володимирівна | 01.11.2010            | вища               | член Партії регіонів   | Збур'ївська загальноосвітня школа, вчитель        |
| 12              | Бачинська Тетяна Олексіївна       | 01.11.2010            | середня            | член Партії регіонів   | Збур'ївська сільська рада, прибиральниця          |
| Самовисування   |                                   |                       |                    |                        |                                                   |
| 1               | Ковтонюк Лідія Василівна          | 01.11.2010            | вища               | позапартійна           | приватний підприємець                             |
| 3               | Нуцул Василь Олександрович        | 01.11.2010            | середня спеціальна | позапартійний          | тимчасово не працює                               |
| 4               | Развадовська Світлана Єгорівна    | 01.11.2010            | середня            | позапартійна           | пенсіонер                                         |
| 5               | Данелюк Іван Іванович             | 01.11.2010            | вища               | позапартійний          | тимчасово не працює                               |
| 6               | Кузнєцова Ніна Петрівна           | 08.11.2010            | середня            | позапартійна           | тимчасово не працює                               |
| 7               | Масляк Лариса Петрівна            | 01.11.2010            | середня спеціальна | позапартійна           | Збур'ївська сільська рада, бухгалтер              |
| 9               | Мамедова Олена Михайлівна         | 01.11.2010            | середня спеціальна | позапартійна           | дошкільний навчальний заклад «Мальва», вихователь |
| 11              | Овчарук Надія Володимирівна       | 01.11.2010            | середня            | позапартійна           | тимчасово не працює                               |
| 13              | Бардачова Вікторія Олександрівна  | 01.11.2010            | середня спеціальна | позапартійна           | Збур'ївська сільська рада, секретар               |
| 14              | Левченко Наталія Володимирівна    | 01.11.2010            | середня            | позапартійна           | тимчасово не працює                               |
| 15              | Соценко Алла Андріївна            | 01.11.2010            | середня            | позапартійна           | тимчасово не працює                               |
| 16              | Пінчук Валентина Володимирівна    | 01.11.2010            | середня спеціальна | позапартійна           | тимчасово не працює                               |

## Населення
Згідно з переписом УРСР 1989 року чисельність наявного населення сільської ради становила 1138 осіб, з яких 532 чоловіки та 606 жінок.
За переписом населення України 2001 року в сільській раді мешкало 1180 осіб.

### Мова
Розподіл населення за рідною мовою за даними перепису 2001 року:
| Мова       | Відсоток |
| ---------- | -------- |
| українська | 84,18 %  |
| російська  | 4,52 %   |
| вірменська | 0,59 %   |
| білоруська | 0,17 %   |
| молдовська | 0,08 %   |
| угорська   | 0,08 %   |
| інші       | 10,38 %  |